# غونار نوردستروم
غونار نوردستروم (بالفنلدية: Gunnar Nordström)‏ (12 مارس 1881 - 24 ديسمبر 1923) هو عالم فيزياء نظرية فنلندي اشتهر بنظريته حول الجاذبية والتي كانت منافساً مبكراً للنسبية العامة. غالباً ما يشار لنوردستروم من قبل الكتاب المعاصرين بلقب «أينشتاين فنلندا» وذلك لأعمالهِ غير الأعتيادية والمبتدعة في مجالات مماثلة باستخدام أساليب مماثلة لألبرت أينشتاين.

## التعليم والسيرة المهنية

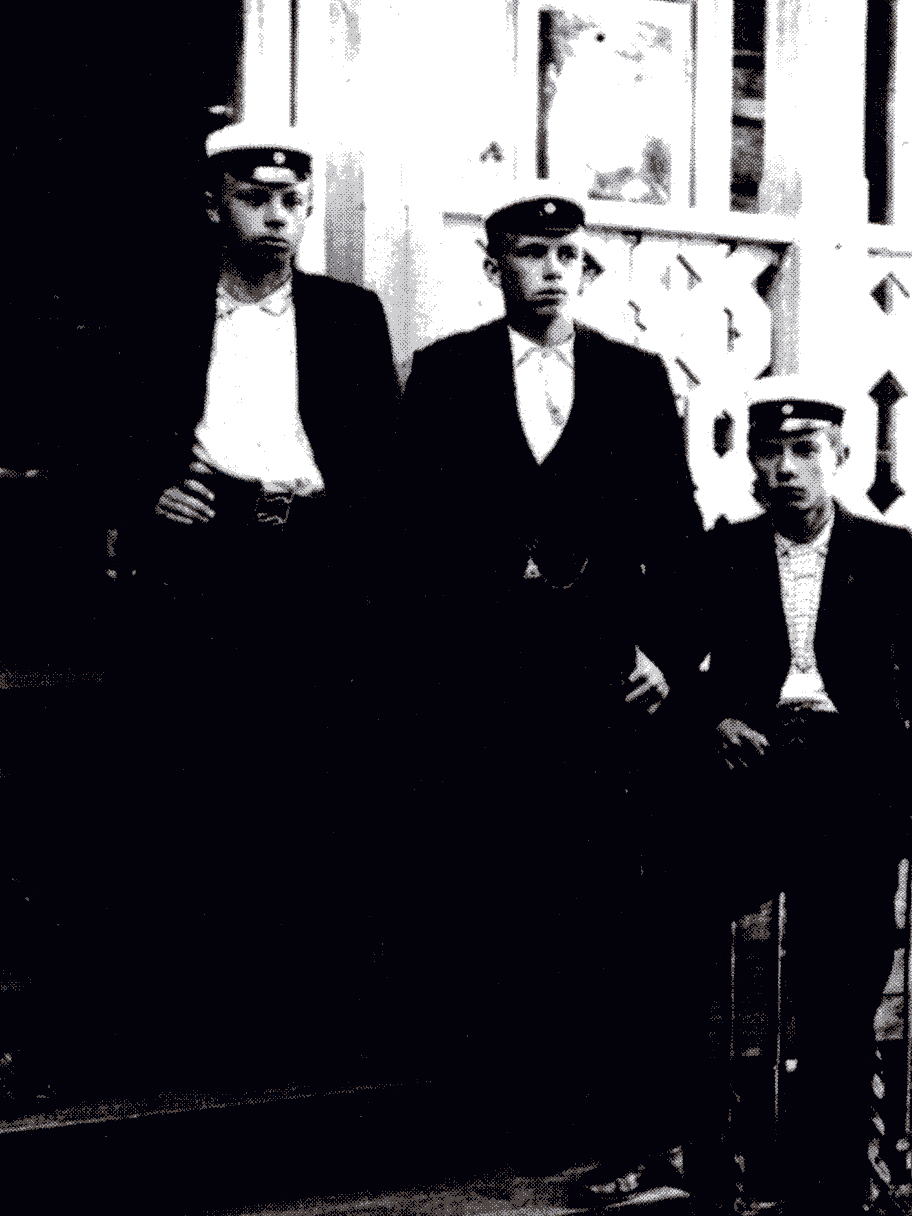
صورة أُخذت في هلسنكي تعود لعام 1900 لثلاثة من خريجي الثانوية، يقف غونار نوردستروم على اليسار.

تخرج نوردستروم من المدرسة الثانوية في هلسنكي عام 1899. في البداية، ذهب لدراسة الهندسة الميكانيكية في معهد البوليتكنيك في هلسنكي، والذي سمي لاحقاً باسم جامعة هلسنكي للتقنية وهي تشكل اليوم جزءاً من جامعة آلتو. خلال دراسته، وضع نوردستروم اهتمامه باتجاه مزيد من المواضيع النظرية، مواصلاً مزيداً من الدراسة بعد تخرجه لنيل درجة الماجستير في العلوم الطبيعية والرياضيات والاقتصاد من جامعة هلسنكي (1903-1907).
انتقل نوردستروم بعد ذلك إلى بلدة غوتنغن في ألمانيا، بعد أن أُوصي بالذهاب إلى هناك لدراسة الكيمياء الفيزيائية. ومع ذلك، فسرعان ما فقد اهتمامه بمجال الدراسة هذا وانتقل لدراسة الديناميكا الكهربائية، وهو حقل دراسي اُشتهرت به جامعة غوتنغن آنذاك. ثم عاد إلى فنلندا لإكمال أطروحته لنيل درجة الدكتوراه في جامعة هلسنكي عام 1910، وأصبح محاضراً في الجامعة. فيما بعد، أصبح نوردستروم مولعاً بمجال الثقالة والذي كان حينها مجال دراسة جديد وغير مألوف، وسرعان ما ازدهر؛ فأراد نوردستروم الانتقال إلى هولندا حيث نشط علماء ساهموا في هذا المجال من أمثال هندريك لورنتز وبول إهرنفست وفيليم دي سيتر. كان نوردستروم قادراً على الانتقال إلى لايدن عام 1916، للعمل تحت إشراف إهرنفست، أثناء الحرب العالمية الأولى، وذلك بسبب جواز سفره الروسي. أمضى نوردستروم وقتاً طويلاً في لايدن، حيث التقى بطالبة الفيزياء الهولندية كورنيليا فان ليوين، وقد أنجب الثنائي عدة أطفال. بعد انتهاء الحرب، رفض نوردستروم منصب أُستاذية في جامعة هومبولت في برلين، وهو منصب مُنح لماكس بورن بعدما رفضه نوردستروم، وقد فعل ذلك من أجل العودة لفنلندا عام 1918 وتولى في بادئ الأمر منصب أُستاذية فيزياء، وتولى بعدها منصب الأستاذية في الميكانيكا بجامعة هلسنكي للتقنية.
أحد عوامل نجاح نوردستروم كعالم كانت قدرته على تعلم كيفية تطبيق الهندسة التفاضلية على الفيزياء، وهو النهج الجديد الذي كان من شأنه أن يقود ألبرت أينشتاين في نهاية الأمر لوضع نظرية النسبية العامة. عدد قليل من العلماء في ذلك الوقت في العالم كانوا قادرين على الاستفادة الفعالة من الأداة التحليلية الجديدة، مع استثناء ملحوظ لإرنست ليندلوف.

## المساهمات
خلال الوقت الذي أمضاه في ليدن، قام نوردستروم بحل المعادلات المجالية لجسم مشحون متماثل كروياً، وبالتالي وسع نتائج هانز رايسنر لشحنة نقطية. المترية لتوزيع شحنة غير دورية تُعرف في الوقت الحاضر بمترية رايسنر-نوردستروم. حافظ نوردستروم على اتصال دائم مع العديد من علماء الفيزياء البارزين، بمن فيهم نيلز بور وألبرت أينشتاين. على سبيل المثال، ساعدت مساهمات بور نوردستروم للتحايل على الرقابة الروسية للبريد الألماني إلى فنلندا، حيث كانت فنلندا في حينها دوقية كبرى تابعة للإمبراطورية الروسية.
تعتبر نظرية نوردستروم في الجاذبية النظرية التي جعلته مشهوراً أثناء حياته، حيث اعتبرت النظرية ولفترة طويلة منافساً لنظرية النسبية العامة لأينشتاين والتي نُشرت عام 1915، بعد نظرية نوردستروم. في عام 1914 قدم نوردستروم بُعداً مكانياً إضافياً لنظريته، والتي وفرت اقتراناً للكهرومغناطيسية. وكانت هذه أولى النظريات إضافية الأبعاد، والتي عُرفت لاحقاً باسم نظرية كلوزا-كلاين. كلوزا وكلاين، وهما الأسمان الذي يُشاع استخدامها اليوم للإشارة للنظرية، لم يقوما بنشر أعمالهما حتى عشرينات القرن العشرين. بعض التكهنات التي تدور حول سبب تراجع مساهمة نوردستروم لتصبح في حيز النسيان هو أن نظريته نُشرت جزئياً باللغة السويدية وأن أينشتاين أشار في منشور لاحق له إلى كلوزا وحده. اليوم الأبعاد الإضافية ونظرياتها تُعتبر موضوع بحث واسع في الفيزياء، حيث يتم نقاشها وحتى النظر تجريبياً إليها.
لاحقاً، وُجد أن نظرية نوردستروم في الجاذبية كانت تجريبياً أقل أهمية من نظرية أينشتاين كونها لم تستطع توقع انحناء الضوء والذي تم رصده خلال الكسوف الشمسي عام 1919. ومع ذلك، كان كل من نوردستروم وأينشتاين في منافسة ودية أو إلى حد ما على علاقة تعاونية، وليس تنافسية. يمكن ملاحظة ذلك من إعجاب نوردستروم بعمل أينشتاين الذي أبداه بشكل علني، حيث يُدلل على ذلك من مناسبتين قام بهما نوردستروم بترشيح أينشتاين لجائزة نوبل في الفيزياء عن نظرية النسبية. لم يحصل أينشتاين أبداً على جائزة نوبل عن النظرية، حيث كانت ما تزال الأدلة التجريبية الأولى قُدمت عام 1919 في وقتها موضع جدل ولم يكن هناك حينها إجماع أو حتى فهم عام في الأوساط العلمية للنماذج الرياضية المعقدة التي وضعها أينشتاين ونوردستروم وآخرون. تستخدم النظرية العددية لنوردستروم اليوم بشكل رئيسي كأداة تربوية عند تعلم النسبية العامة.
اليوم هناك معرفة عامة محدودة بمساهمات نوردستروم للعلم حتى في فنلندا. ولكن بعد وفاته كرس عدد من الفيزيائيين والرياضيين الفنلنديين وقتهم لنظرية النسبية والهندسة التفاضلية افتراضاً بسبب الإرث الذي تركه. من ناحية أخرى، كان الخصم الأبرز للنسبية العامة في المجتمع العلمي الفنلندي هو هيلمار ميلين العميد السابق لجامعة هلسنكي للتقنية حيث تولى نوردستروم منصب الأستاذية.

## الموت
توفي نوردستروم في ديسمبر من عام 1923، عن عمر يناهز ال42 سنة بسبب فقر الدم الخبيث. قد يرجع سبب مرضه إلى التعرض للمواد المشعة. كان من المعروف عن نوردستروم اهتمامه بالنشاط الإشعاعي، وتمسكه بالاعتقاد الراسخ الخاطئ آنذاك والذي كان منتشراً على نطاق واسع أن النشاط الإشعاعي كان مفيداً لصحة الإنسان. من بين مؤلفاته كان هناك واحد يعود لعام 1913 يتعلق بقياس «قوة التحرر الإشعاعية» من ينابيع ومصادر مياه جوفية مختلفة في فنلندا. كان معروفاً عن نوردستروم قيامه بإجراء تجارب بالمواد المشعة واستمتاعه بتقليد الساونا الفنلندية باستخدام مياه من ينبوع مياه غنية بعنصر الراديوم.

## الأعمال المنشورة
نشر نوردستروم خلال حياته 34 مقالاً وبحثاً بلغات عدة منها الألمانية والهولندية والفنلندية ولغته الأم السويدية. يعتبر نوردستروم على الأرجح أول شخص يكتب حول النظرية النسبية باللغة الفنلندية.

## وصلات خارجية
- Isaksson, Eva. "غونار نوردستروم". (سيرة قصيرة). مؤرشف من الأصل في 2019-02-20.